# Millerstown
Millerstown is een plaats (borough) in de Amerikaanse staat Pennsylvania, en valt bestuurlijk gezien onder Perry County.

## Demografie
Bij de volkstelling in 2000 werd het aantal inwoners vastgesteld op 679. In 2006 is het aantal inwoners door het United States Census Bureau geschat op 684, een stijging van 5 (0,7%).

## Geografie
Volgens het United States Census Bureau beslaat de plaats een oppervlakte van 2,4 km², waarvan 2,2 km² land en 0,2 km² water. Millerstown ligt op ongeveer 149 m boven zeeniveau.

## Plaatsen in de nabije omgeving
De onderstaande figuur toont nabijgelegen plaatsen in een straal van 16 km rond Millerstown.